# Naslavcea
Naslavcea je vesnice v okrese Ocnița podél řeky Dněpr, nejsevernější bod Moldavska. Žije zde zejména ukrajinské etnikum. V obci žije 782 obyvatel.
Dne 31. října 2022 zahájilo Rusko útok na 10 kilometrů vzdálenou elektrárnu za ukrajinskou hranicí. Trosky rakety, kterou sestřelily ukrajinské síly, dopadly poblíž vesnice a způsobily škody 21 domácnostem. Šlo o první incident od začátku invaze na Ukrajinu, kdy došlo k incidentu v jiné zemi.